# Stanisław Zieliński (kolarz)
Stanisław Zieliński (ur. 26 lipca 1912 w Warszawie, zaginął w 1939) – polski kolarz szosowy, olimpijczyk.
W 1933 zajął 5. miejsce w Wyścigu Dookoła Polski. Wygrał wyścig o nagrodę Expressu Porannego w 1934. W 1936 został mistrzem Polski. W tym samym roku wystąpił na Igrzyskach Olimpijskich w Berlinie, gdzie zajął 16.-37. miejsce w wyścigu indywidualnym na szosie (168 km), a w klasyfikacji drużynowej reprezentacja Polski zajęła 6.-17. miejsce. Również w 1936 wygrał Wyścig do Morza Polskiego. Był uznany najlepszym polskim kolarzem roku 1936 w klasyfikacji PZKol.
Miał wykształcenie podstawowe. Przed II wojną światową pracował jako robotnik w narzędziowni Zakładów Starachowickich. Podczas kampanii wrześniowej nie był zmobilizowany. Zaginął podczas ucieczki na wschód Polski.